# 2012年ロンドンオリンピックのインドネシア選手団
2012年ロンドンオリンピックのインドネシア選手団（2012ねんロンドンオリンピックのインドネシアせんしゅだん）は、2012年7月27日から8月12日にかけてイギリスの首都ロンドンで開催された2012年ロンドンオリンピックのインドネシア選手団、およびその競技結果。

## 概要
今大会は銀メダル2個、銅メダル1個の合計3個のメダルを獲得した。

## メダル
| メダル | 選手名                   | 競技                 | 種目       |
| ------ | ------------------------ | -------------------- | ---------- |
| 銀     | トリヤトノ               | ウエイトリフティング | 男子69kg級 |
| 銀     | チトラ・フェブリアンティ | ウエイトリフティング | 女子53kg級 |
| 銅     | エコユリ・イラワン       | ウエイトリフティング | 男子62kg級 |